# لژ بزرگ ایران (در تبعید)
لژ بزرگ ایران (در تبعید)  (به انگلیسی: Grand Lodge of Iran - in Exile) یک لژ بزرگ فراماسونری مستقل (ایرانی) در ایالات متحده آمریکا است که در سال ۱۹۸۲ اقدام به باز تأسیس کرد که ادامه کار لژ بزرگ ایران را که پس از انقلاب اسلامی در ایران غیرفعال (یا به زبان فراماسونری خاموش) شده بود در شهر بوستون ایالات ماساچوست آمریکا از سر گیرد.

## لژ بزرگ ایران
لژ بزرگ ایران در سال ۱۹۶۹ توسط جعفر شریف‌امامی و با هدف یکپارچه کردن فراماسونری در ایران و با همکاری لژهای بزرگ فرانسه، اسکاتلند، و آلمان تاسیس شد. در ابتدا لژ بزرگ ایران از ۱۴ لژ اسکاتلندی ۱۰ لژ فرانسوی و ۳ لژ آلمانی شکل گرفت. مراسم افتتاح لژ بزرگ ایران در ۱ مارس ۱۹۶۹ با حضور شمار زیادی از ماسون‌های پیشرفته اروپایی و آمریکایی و استادان اعظم (Grand Master) لژهای بزرگ اسکاتلند، فرانسه و آلمان برگزار شد. تعداد لژهای تحت فرمان لژ بزرگ ایران تا اواخر دهۀ ۱۹۷۰ به ۴۳ عدد با ۱٬۵۰۰ عضو بود.  لژ بزرگ ایران و باقی لژهای موجود در ایران پس از انقلاب اسلامی ۱۳۵۷ منحل شده و تنها تعدادی از آنها همچون لژ هاتف، لژ حافظ، لژ مولوی, لژ طوس، لژ ستاره سحر و لژ کوروش، بعدها  فعالیت خود را به عنوان لژهای ایرانی زیر نظر و مدیریت لژ بزرگ ایران در برون مرز (در ایالات متحدهٔ آمریکا) از سر گرفته‌اند.

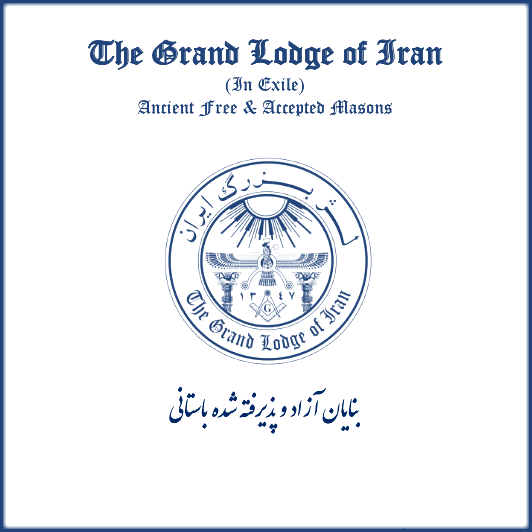
لوگو لژ بزرگ ایران

## لژ بزرگ ایران پس از انقلاب
پس از انقلاب اسلامی ۱۳۵۷ بسیاری از فراماسون‌های ایران مهاجرت کردند و تعدادی از آنها هم زندانی و اعدام گشتند. ماسون‌های ایرانی مقیم آمریکا، اروپا و کانادا در نوامبر ۱۹۸۲ طی نامه ای از جعفر شریف‌امامی خواستند که فعالیت لژ بزرگ ایران در خارج از کشور ادامه یابد. این درخواست در ۲۲ دسامبر همان سال پذیرفته شد و پس از برپایی جلسه‌ای به دعوت لژ بزرگ نیویورک، شریف امامی، حسین دفتریان را در آن نشست به عنوان دبیر و معاون استاد اعظم لژ بزرگ ایران انتصاب کرد. شریف‌امامی اول آوریل ۱۹۸۳ دفتریان را به عنوان استاد اعظم لژ بزرگ ایران (در تبعید) منصوب کرد.
برای آغاز فعالیت نیاز بود که لژ بزرگ ایران (در تبعید) از یکی از لژهای بزرگ مجوز فعالیت در قلمرو آن را دریافت کرده و توسط آن به رسمیت شناخته شود. در تاریخ ۲۶ مارس ۱۹۸۵ لژ بزرگ ماساچوست این مجوز را برای فعالیت لژ بزرگ ایران (در تبعید) در پایتخت ایالت ماساچوست، شهر بوستون اعطا کرد. 
یک سال بعد سه لژ ایرانی زیر مدیریت و نظارت لژ بزرگ ایران در تبعید، در آمریکا بنام لژ هاتف شمارهٔ ۳۳، لژ حافظ شمارهٔ ۸ و لژ مولوی شمارهٔ ۲ با ۱۲۰ عضو آغاز به کار کرد و جلسه‌های خود را به صورت منظم در معبد ماسونی ماساچوست (ساختمان لژ بزرگ ماساچوستس) برپا کردند. 
در پی این فعالیت‌ها، نخستین جلسهٔ لژ بزرگ ایران (در تبعید) در سوم ماه می ۱۹۸۶ به ریاست استاد اعظم حسین دفتریان در معبد ماسونی ماساچوست برپا شد.  در سال ۱۹۹۲ محمد حسن مشیری به عنوان استاد اعظم لژ بزرگ ایران (در تبعید) انتخاب شد. و پس از آن مظفر جندقی در سال ۱۹۹۵ و ۱۹۹۸ دو بار به این مقام رسید.
در ۳ ژوئیهٔ ۱۹۹۸ با پروانه از لژ بزرگ ایران (در تبعید)، و شناسایی رسمی از سوی «شورای عالی مادر برای دنیا» که رایت اسکاتی حوزه جنوبی آمریکا می‌باشد، «شورای عالی آیین اسکاتی کهن، برای ایران» رایت اسکاتلندی (Scottish Rite)، که مرجع و اعطاء کنندهٔ درجات عالی ۴ تا ۳۳ فراماسونری ایران می‌باشد، در سال ۲۰۱۸ انتخاب اعضای ۱۳ و ۱۴ با ورود به خانواده منطق بزرگ تاسیس شد.

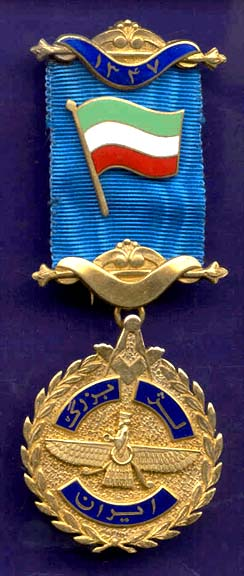
نشان درجه یک لژ بزرگ ایران

## اسامی به ترتیب استادان اعظم لژ بزرگ ایران (پس از تبعید)
1. حسین دفتریان
2. جمشید آموزگار
3. محمد حسن مشیری
4. پروفسور فرهنگ مهر
5. مظفر جندقی
6. علی راضی
7. رامین باقرزاده
8. عباس قلی ساتراپیان
9. ژورژ ایسایانس
10. منصور هاتفی
11. بهرام رایین
12. مهرداد یوسفیانی
13. ابوالقاسم پرتو
14. امیل ژوزف

## قلمرو لژ بزرگ ایران (در تبعید)
پس از تاسیس لژ بزرگ ایران (در تبعید) در ایالات متحدهٔ آمریکا، تعداد لژهایی که در قلمرو و زیر نظارت آن لژ بزرگ فعال شده اند به ۶ لژ گسترش یافته که نام آن لژهای جدید: لژ توس، لژ ستاره سحر و لژ کوروش می باشند.  

## لژ های ماسونی خارج از قلمرو لژ بزرگ ایران (در تبعید)
در آمریکا، تنها لژ ماسونریِ فارسی-زبان خارج از قلمرو لژ بزرگ ایران (در تبعید)، لژ فارسی زبان مهر شماره ۹۰ در واشنگتن، دی.سی. پایتخت آمریکا است.  لژ مهر در ۲۷ دسامبر ۱۹۹۰ توسط تعداد بیش از ۲۰ فراماسونِ اکثرا ایرانی تبار، من جمله باقر هیئت در قلمرو لژ بزرگ واشنگتن، دی.سی. تأسیس شد.
در این لژ به جز زبان فارسی، دیگر زبان‌هایی همچون انگلیسی، ترکی، ارمنی و فرانسوی نیز استفاده ‌شده است که همین امر باعث انشعاب لژهای متعددی از آن شد که از آن جمله می‌توان به لژ بزرگ ارمنستان (در کشور ارمنستان) و لژ بزرگ آذربایجان (در جمهوری آذربایجان) اشاره کرد.